# 竜王山 (下関市)
竜王山に掲載されている写真の山は竜王山ではありません、先鋒が鋭く見えるのは竜王山手前の鋤崎山です。
竜王山（りゅうおうざん）は、山口県下関市にある標高613.9mの山である。登山路が複数整備されており、展望がよいことで知られる。中国百名山の1つ。

## 登山コース
- 吉見コース
- 赤田代コース
- 深坂溜池コース
- 深坂峠コース
- 安岡コース

他

## 周辺の主な山
| 番 号 | 写真 | よみ山名             | 所在地        | 標高  | 地理院地図 Googleマップ | 距離 (km) | 備考       |
| ----- | ---- | -------------------- | ------------- | ----- | ----------------------- | --------- | ---------- |
| 1     |      | はなおさん花尾山     | 美祢市･長門市 | 669   | 地理院地図 Googleマップ | 35.5      | 中国百名山 |
| 2     |      | いちいがだけ一位ヶ岳 | 下関市･長門市 | 671.6 | 地理院地図 Googleマップ | 27.6      |            |
| 3     |      | しらたきやま白滝山   | 下関市        | 667.6 | 地理院地図 Googleマップ | 27.2      | 中国百名山 |
| 4     |      | げさん華山           | 下関市        | 713.3 | 地理院地図 Googleマップ | 15.4      |            |
| 5     |      | おにがじょう鬼ヶ城   | 下関市        | 620   | 地理院地図 Googleマップ | 3.1       |            |
| 6     |      | くるそんざん狗留孫山 | 下関市        | 616   | 地理院地図 Googleマップ | 16.6      |            |
| 7     |      | しおうじさん四王司山 | 下関市        | 392   | 地理院地図 Googleマップ | 6.2       |            |
| 8     |      | かつやま勝山         | 下関市        | 361   | 地理院地図 Googleマップ | 5.2       |            |
| 9     |      | りょうじゅせん霊鷲山 | 下関市        | 288.5 | 地理院地図 Googleマップ | 9.2       |            |

## 三角点
一等三角点補点
- 点名「吉見竜王山」